# PGC 20690
LEDA/PGC 20690 ist eine Irreguläre Galaxie vom Hubble-Typ IBm im Sternbild Fliegender Fisch am Südsternhimmel. Sie ist schätzungsweise 58 Millionen Lichtjahre von der Milchstraße entfernt und bildet gemeinsam mit drei weiteren Galaxien die NGC 2442-Gruppe oder LGG 147.